# M134 Minigun
Az M134 Minigun (GAU-2 ill. GAU-17 jelzéssel is ismert) egy elektromos meghajtású Gatling-rendszerű géppuska, amely 7,62x51 mm NATO lőszert tüzel kiemelkedő, akár 6000 lövés/perces tűzsebességgel. Jellemzően helikopterek, hadihajók és harcjárművek fegyverzete, de ritkább esetben repülőgépeken is előfordul. A fegyver 1963-ban állt szolgálatba először és lényegében a M61 Vulcan gépágyú lekicsinyített, "mini" változatának tekinthető – innen ered a "Minigun" elnevezés is. Napjainkban több mint 40 ország hadereje alkalmazza - többek között a Magyar Honvédség amerikai eredetű rohamcsónakjain is megtalálható.
A hagyományos géppuskákhoz hasonló gyalogsági alkalmazása – sok filmes tévhittel ellentétben – nem lehetséges nagy reakcióereje miatt, illetve külső áramforrásra és nagy mennyiségű lőszerre van szüksége a működtetéshez. Mindezek csak járműveken biztosíthatóak a fegyver számára.
Néhány nevezetes típus, aminek a Minigun fegyverzetéül szolgált:
- UH-1 "Huey"
- AH-1 Cobra
- AC-47D Spooky
- A-37 Dragonfly

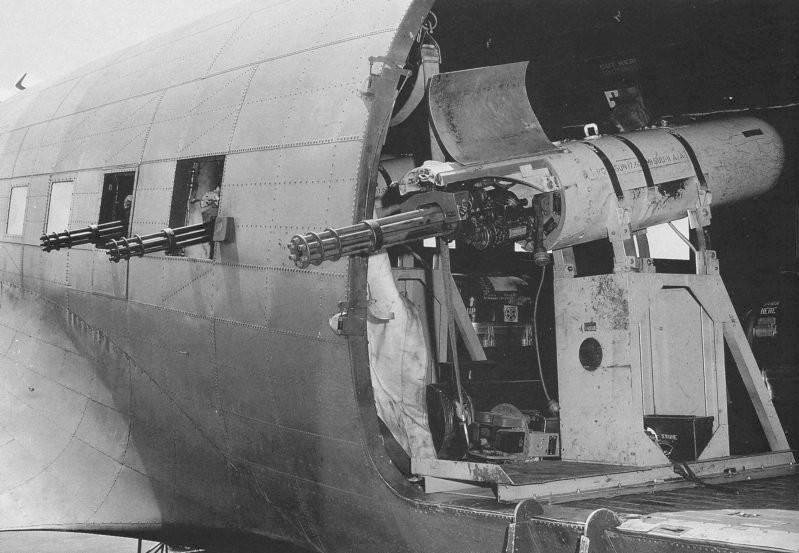
Az AC-47D "Gunship" repülőgép oldalán három Minigun is volt
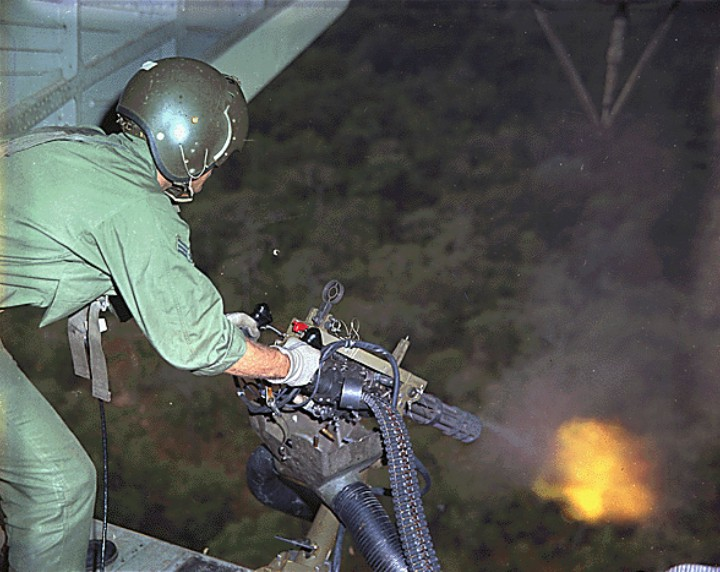
Minigun Vietnámban (1968)
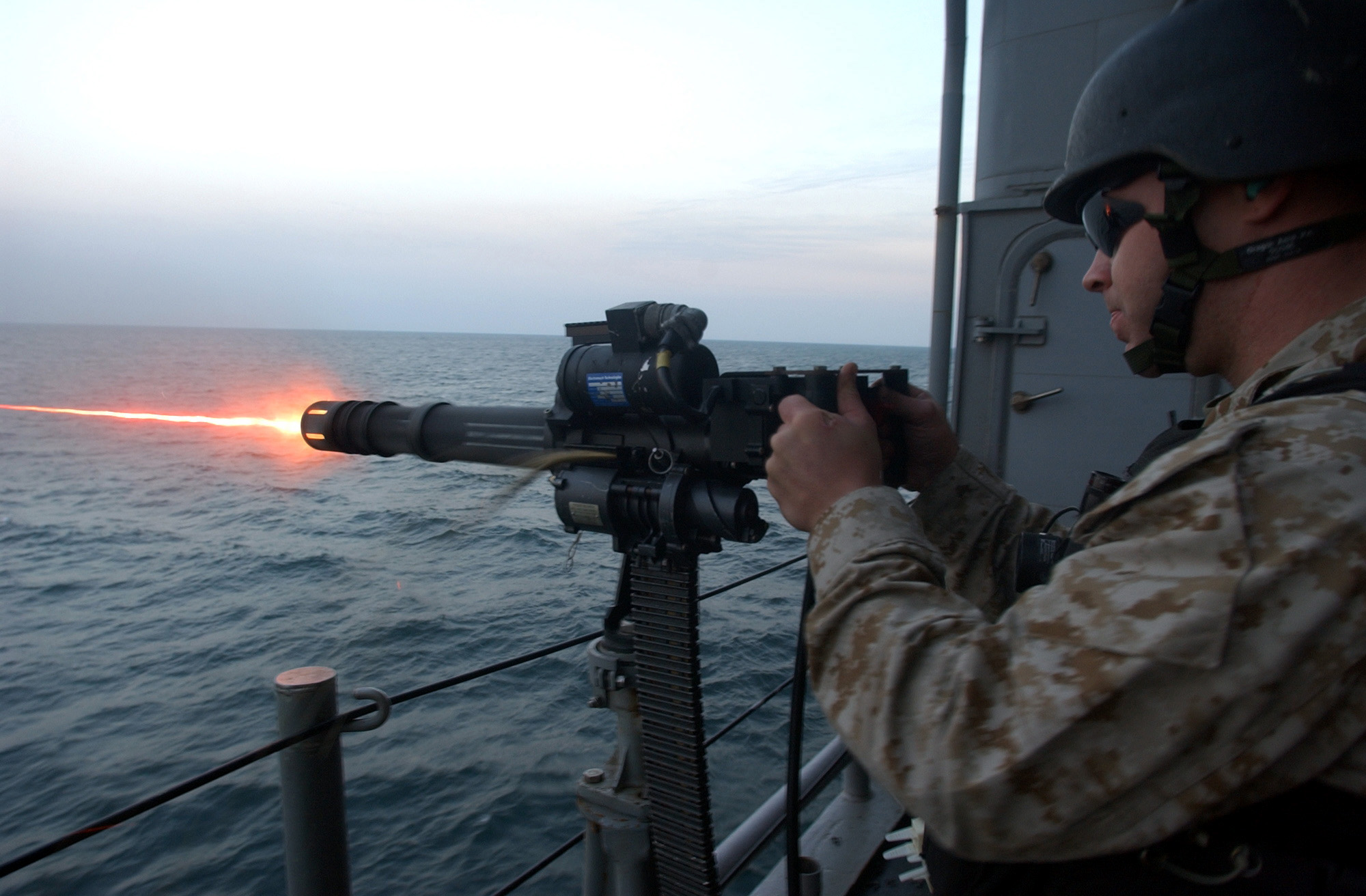
Tüzelés hadihajóról
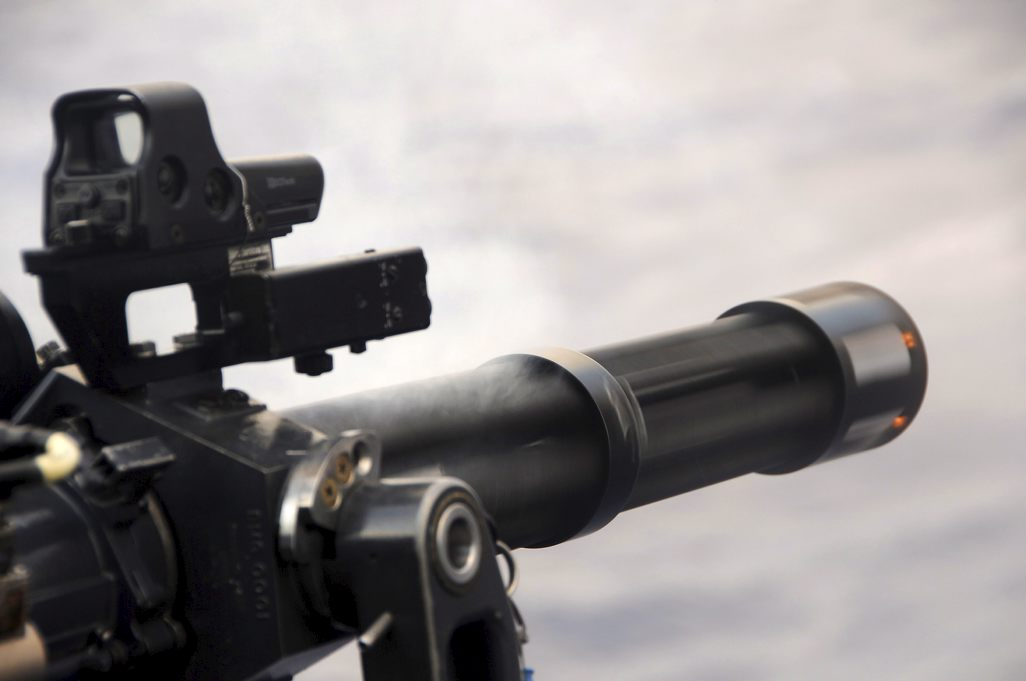
A forgó cső tüzelés közben
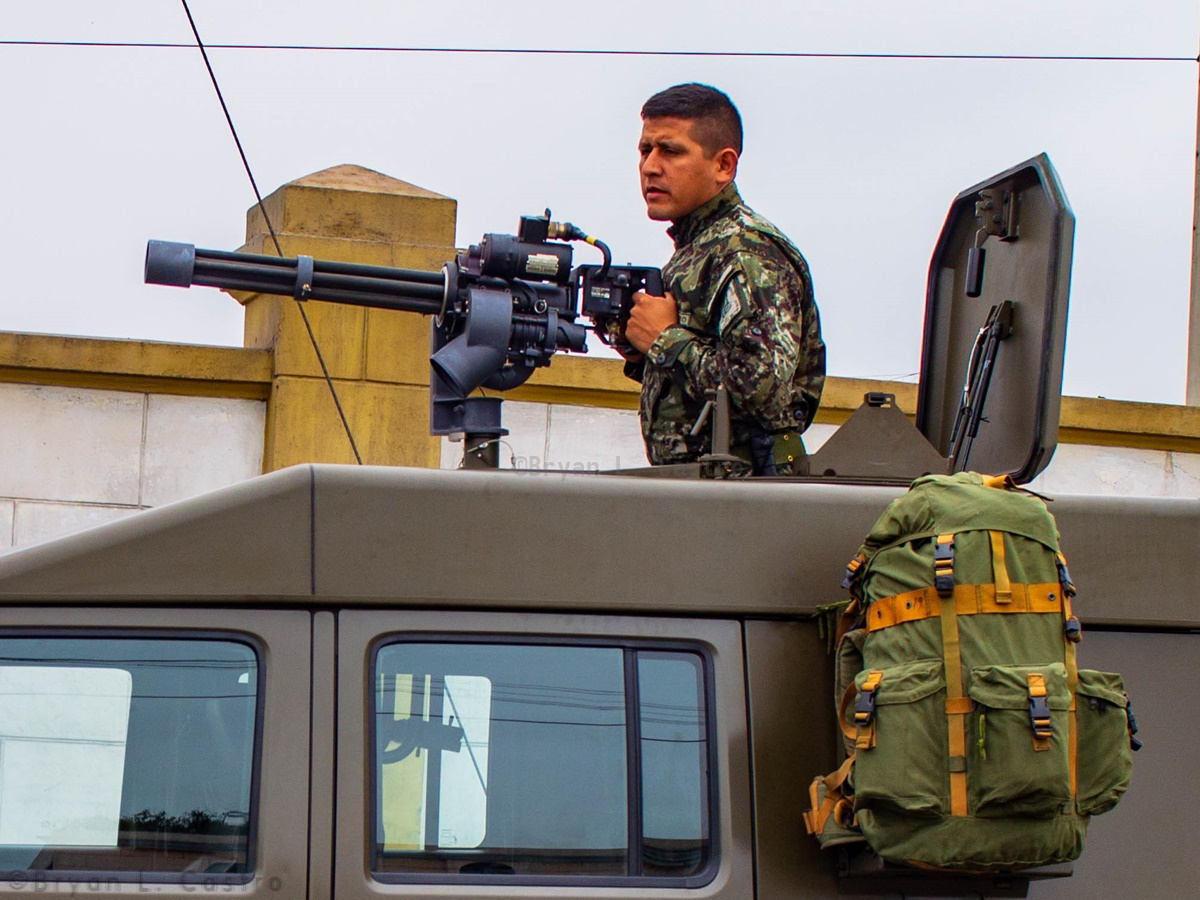
Harcjármű tetején

## Fordítás
- Ez a szócikk részben vagy egészben  a   M134_Minigun című angol Wikipédia-szócikk fordításán alapul.  Az eredeti cikk szerkesztőit annak laptörténete sorolja fel. Ez a jelzés csupán a megfogalmazás eredetét és a szerzői jogokat jelzi, nem szolgál a cikkben szereplő információk forrásmegjelöléseként.